# Halberg Open Air

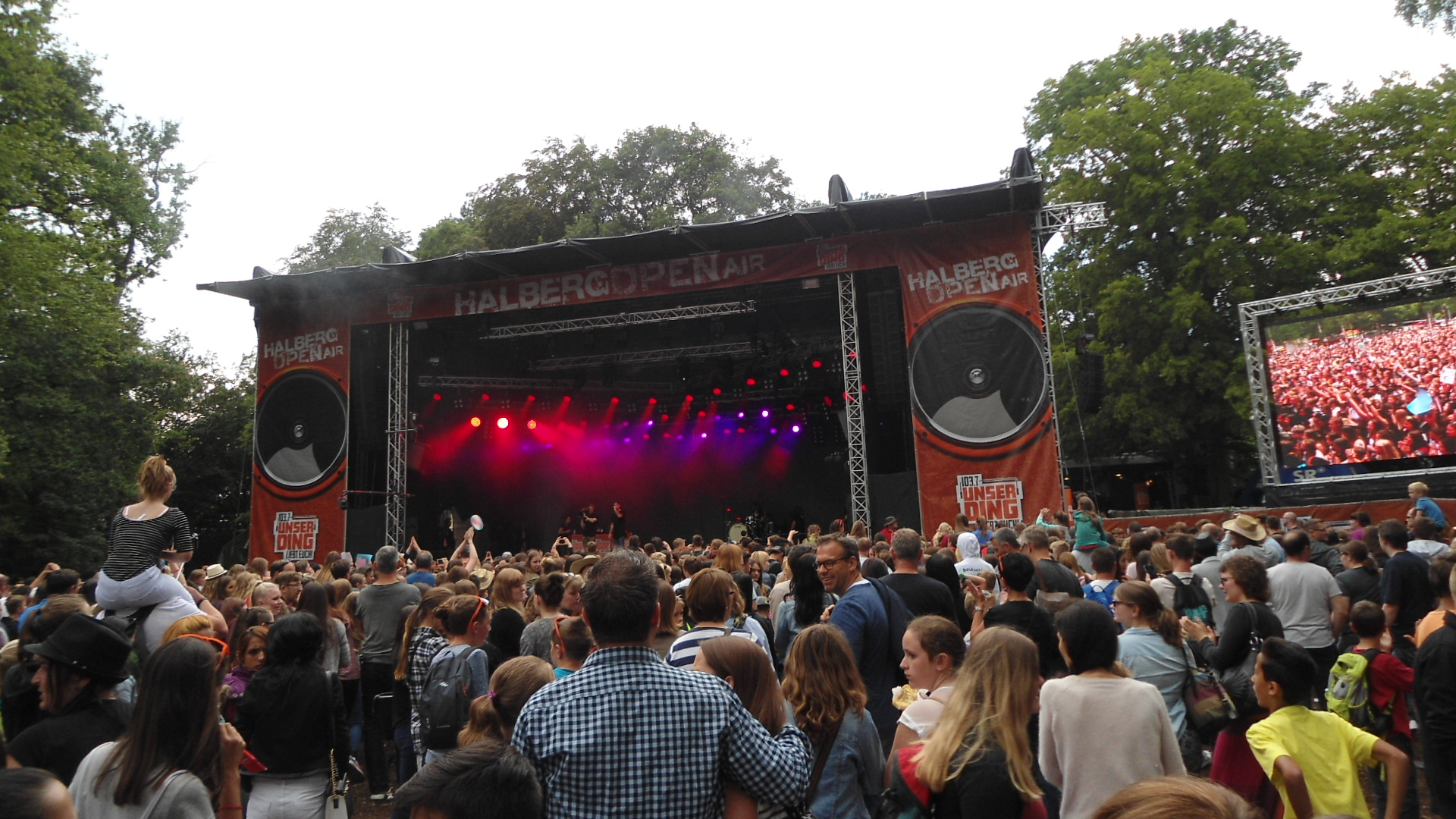
Das Halberg Open Air (2016)

Das Halberg Open Air (HOA, ehemals Schülerferienfest) war das größte kostenlose Open-Air-Festival der Region Saar-Lor-Lux. Es fand von 1981 bis 2017 regelmäßig am letzten Schultag vor den saarländischen Sommerferien statt. Veranstalter war der Saarländische Rundfunk, insbesondere die Jugendwelle 103.7 UnserDing. Festivalgelände war die Festwiese vorm Funkhaus Halberg in Saarbrücken.

## Geschichte
Das erste Halberg Open Air fand im Jahre 1981 statt. Damals wurde das Festival – ursprünglich unter dem Namen „Schülerferienfest“ saarlandweit bekannt – in Ermangelung einer eigenen Jugendwelle von der „Flaggschiffwelle“ SR 1 ausgetragen und war nahezu das deutschlandweit einzige (Schüler-)Festival seiner Art, das ohne Eintrittskosten auskam. In den ersten beiden Jahren fand es noch nicht auf dem Halberg, sondern auf dem St. Johanner Markt in der Saarbrücker Innenstadt statt. Die Künstler traten auf einer kleinen Bühne neben einem Übertragungswagen auf.
Nachdem man sich einige Jahre lang größtenteils regionaler Acts bedient hatte, wurden die Namen bald größer, so dass das Festival sich im Laufe der Zeit zu einer festen Größe entwickelte. Schon im zweiten Jahr kamen 8000 Schüler, und das ursprünglich als „Konzerttag“ gedachte Event wurde zum zweitägigen Festival ausgedehnt.
Seit 1985 war es als bimediale Veranstaltung (Fernsehen/Rundfunk) konzipiert, so dass das Festival meist im SR-Fernsehen und in diversen Dritten Programmen entweder ganz oder in gekürzter Form zeitversetzt gesendet wurde. Erst in den letzten Jahren war dieser Brauch ein wenig in Vergessenheit geraten.
1996 bekam das Schülerferienfest seinen neuen Namen, und seit 2000 obliegt das Patronat dem (damals neu gegründeten) Jugendradio 103.7 UnserDing.
Auch das Halberg Open Air hatte unter anderem unter dem teilweisen Wegfall des Finanzausgleichs zwischen den ARD-Sendern zu leiden: Seit 2006 dauerte das Festival nur noch einen Tag. Mit der Ankunft von Christian Langhorst als Programmchef von 103.7 UnserDing und SR1 im Jahr 2006 begann sich die Bandauswahl, die traditionell zu einem großen Anteil aus dem aktuellen Chart-Pop bestand, zu einem internationaleren Line-Up hin zu verändern.
Am 2. Mai 2017 verkündete der Intendant des Saarländischen Rundfunks, dass die Veranstaltung im Zuge eines Zehn-Punkte-Spar-Programms auf Grund der geringeren zu erwartenden Einnahmen aus dem Rundfunkbeitrag am 30. Juni 2017 zum letzten Mal stattfindet.
Am 22. Juni 2018 fand eine Nachfolgeveranstaltung namens SR Ferien Open Air in St. Wendel statt. Im alten Bosenbachstadion waren bei rund 10.000 Zuschauern Musiker wie Genetikk, Joris, Lukas Rieger und Nico Santos zu erleben.
Anlässlich der 40. Ausgabe im Jahr 2023 hat der SR das Buch „Halberg Open Air – Geschichte eines Festivals – vom `Schülerferienfest´ zum `SR Ferien Open Air St. Wendel´ - Ein Fanbuch von Marko Völke“ (Conte Verlag) herausgegeben. In neun Kapiteln verschafft der Autor den Festival-Fans einen Überblick über die Geschichte des zweitältesten Pop-Festivals des Saarlandes, präsentiert eigene Anekdoten sowie Erinnerungen von Fans, zeichnet die Rolle des Festivals als Bühne für den saarländischen Bandnachwuchs nach und beschreibt die trendsetzenden Besonderheiten des Festivals.

## Vergangene Line-Ups beim Halberg Open Air / Schülerferienfest

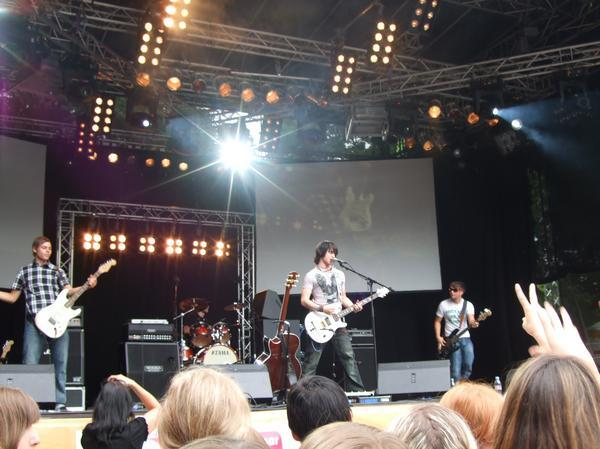
Benny & The Jets (2008)

Um der Geschichte des Halberg Open Air gerecht zu werden, hier zu jedem Jahrgang einige Auszüge:
- 1981: Thomas Ohrner – Ted Herold – Profil – Bernward Büker – Arabesque – Lancelot
- 1982: Frl. Menke – Markus – Lancelot
- 1983: Geier Sturzflug – Kiz – Münchener Freiheit – Lancelot
- 1984: Steinwolke – Markus – Münchener Freiheit – Wolfgang de Benki – Lancelot
- 1985: Eros Ramazzotti – Die Toten Hosen – Modern Talking – T.X.T. – Relax – Paso Doble – Lady Lily – Ace Cats
- 1986: Den Harrow – C. C. Catch – Rio Reiser – Peter Schilling – Two of Us – Thomas Anders – Ingrid Peters
- 1987: Bad Boys Blue – Die Ärzte – Fritz Brause – Bernward Büker – Karat – Mike Mareen – C. C. Catch
- 1988: Pur – Milli Vanilli – Okay – Fux – Bad Boys Blue – Jule Neigel – Inker & Hamilton – Hazell Dean
- 1989: Riva – Camouflage – Mandy Winter – Patricia Kaas – Nino de Angelo – Middle of the Road – Pur – Die Puhdys
- 1990: Frank Zander – Spider Murphy Gang – George Baker Selection – Jule Neigel Band – Masterboy – Pur
- 1991: Orchestral Manoeuvres in the Dark – George McCrae – Fancy – Suzi Quatro – Nazareth – Blue System – Brings – Culture Beat
- 1992: Fabian Harloff – Purple Schulz – Wolf Maahn – Marx Rootschilt Tillermann – Fux – Pur – Opus – Dr. Alban – Boppin’B
- 1993: Fury in the Slaughterhouse – Markus – Wolfgang Petry – Andreas Elsholz – Masterboy – Sydney Youngblood – Pur – Haddaway
- 1994: Twenty 4 Seven – B. G., The Prince of Rap – Weather Girls – Magic Affair – Andreas Elsholz
- 1995: Die Schlümpfe – La Bouche – Captain Hollywood – Pe Werner – Fettes Brot – Blackeyed Blonde – Worlds Apart – Erste Allgemeine Verunsicherung
- 1996: Dune – Extrabreit – Das Modul – Fun Factory – Culture Beat – Lucilectric – Tic Tac Toe – Just Friends – Music Instructor – Bodenlose Frechheit
- 1997: Blümchen – The Boyz – Soultans – Charly Lownoise & Mental Theo – Der Wolf – Die Gummibären
- 1998: Sweetbox – Culture Beat – Sqeezer – Charly Lownoise & Mental Theo – Spektacoolär – Bellini – Sasha
- 1999: Echt – Lou Bega – Die Firma – Nana – Ayman – Die Prinzen – Die 3. Generation – Pappa Bear
- 2000: Liquido – Worlds Apart – No Mercy – Sash – Band ohne Namen – Reamonn – C-Block – Vanden Plas
- 2001: Captain Jack – Jeanette Biedermann – Die 3. Generation – SCYCS – Rednex – Emilia – Cappuccino
- 2002: H-Blockx – Right Said Fred – Hermes House Band – DJ Ötzi – Haddaway – Samajona – Ben
- 2003: Patrick Nuo – Natural – French Affair – Cosmo Klein – Daniel Lopes – Before Four – Ben – Samajona – Nicole da Silva
- 2004: Preluders – Bro’Sis – Overground – Eko Fresh – Ferris MC – Natasha Thomas – Silbermond – 4Lyn – Cosmo Klein
- 2005: Tokio Hotel – Fettes Brot – Nu Pagadi – Christina Stürmer – Virginia Jetzt! – The BossHoss
- 2006: US5 – Revolverheld – Killerpilze – Rapsoul – Jeanette Biedermann – Marlon – Massive Töne – Magic Artists
- 2007: Fertig, Los! – Itchy Poopzkid – Ian O’Brien-Docker – Nevada Tan – Max Buskohl & Empty Trash – Boundzound – Tommy the Clown – Hardcut
- 2008: Aloha from Hell – Kool Savas – Klee – Stanfour – Killerpilze – Sunrise Avenue – Baby Universal – Outmatch – Krempels – Drehmoment
- 2009: The Rasmus – Stefanie Heinzmann – Cassandra Steen – Luxuslärm – Bosse – The Black Sheep – My Excellence – The Satellite Year – Oku
- 2010: Revolverheld – Sido – Stanfour – Aura Dione – Livingston – Vam-Fam – Stormy Weather Connection – Cane Street
- 2011: Milow – Bosse – Marteria – Cassandra Steen – Jenix – Frida Gold – Pickers – Random Hero – Sander & Receiver
- 2012: Kool Savas – Culcha Candela – Jupiter Jones – The Black Pony – Roman Lob – Maxim – From Fall To Spring – 41 Grad – F.I.
- 2013: Royal Republic – Max Herre – Killerpilze – Glasperlenspiel – Gentleman – Saarbagage – An Assful of Love – Raphaelomé
- 2014: The BossHoss – DCVDNS – Genetikk – RAF 3.0 – Larsito – Kayef – Perdu – Everyday Circus – The Noiz
- 2015: Lena – Die Orsons – Ferris MC – Liont – Glasperlenspiel – Nicole Cross – One Way Ticket – Axel Weber & Viele Mehr – O Captain! My Captain!
- 2016: Die Lochis – Jamie-Lee – Max Giesinger – T-Zon – Luxuslärm – Mike Singer – Lions Head – Tiavo – Van Holzen – I am Astronaut
- 2017: Majoe – Mike Singer – Kayef – Wincent Weiss – Philipp Dittberner – EstA – I Am Jerry – Lotte – Manu Meta
- 2018: Joris – Lukas Rieger – Nico Santos – Genetikk – Kayef
- 2019: Max Giesinger – Bosse – Summer Cem – Bars and Melody
- 2020: ./. – Ausfall wegen Corona-Pandemie
- 2021: ./. – Ausfall wegen Corona-Pandemie
- 2022: ./. – Ausfall wegen Corona-Pandemie
- 2023: Wincent Weiss – Leony – Kamrad – Ray Dalton